# Andrzej Mostowski
Andrzej Mostowski (Leópolis, 1 de novembro de 1913 — 22 de agosto de 1975) foi um matemático polonês.